# Macropsis dispar
Macropsis dispar är en insektsart som beskrevs av Franz Xaver Fieber 1868. Macropsis dispar ingår i släktet Macropsis och familjen dvärgstritar. Inga underarter finns listade i Catalogue of Life.